# 上瀧站
上瀧站（日语：／ Kamidaki eki */?）是隸屬於富山地方鐵道的鐵路車站，座落於富山縣富山市。本站所屬的路線「上瀧線」便以此命名。本站現時為全線中唯一設有站員設置的中途站，但只限平日時段。

## 車站結構
本站設有單層水泥建成的站房，為1958年時改建而成的第2代站房。站內大部份面積均用作候車室，並置有候車長凳，左側則預留部份位置作為放置自動售票機、服務窗口，閘口採用開放式設計，並於中央位置放置了對應IC卡的感應器。通過閘口後，右轉至小路再通過斜道或樓梯進入月台範圍，途經一間小木屋為洗手間。
本站設有島式月台及側式月台各1個，開站時原可提供2面3線的配置，列車可以在此交換，出入口設於月台末端向岩峅寺方向，有效長度為3輛。其中側式月台位於島式月台的外側，有別於以往一般鐵路車站將其置於站舍旁，是舊貨物列車停泊位置，但隨著使用量不大，貨運服務早己停止，後來亦將靠近站舍一側的路軌拆去，變為只有1面1線的配置，列車不能在此交換。向大川寺的一端因增建了洗手間及改成站舍與月台之間的通道，以往的轉轍痕跡已不再見，但向月岡的一端，仍能清楚看到當年分岔的痕跡。
位於月台上亦設有1座以木建成的候車小屋。列車到站時，往電鐵富山方向為右側上落；往岩峅寺方向為左側上落。

### 月台配置
| 路線    | 方向 | 目的地       | 備註 |
| ------- | ---- | ------------ | ---- |
| ■上瀧線 | 上行 | 電鐵富山方向 |      |
| ■上瀧線 | 下行 | 岩峅寺方向   |      |

## 歷史
- 1921年：

- 4月25日：以富山縣營鐵道的車站開業，當時為總站。
- 8月20日：路線伸延至岩峅寺站，改為中途站。

- 1943年1月1日：路線及車站合併入富山地方鐵道。
- 1958年4月21日：第2代站舍落成故啟用。

## 利用人數
| 乘車人員推算 | 乘車人員推算 | 乘車人員推算 |
| 年度         | 1日平均人數  |              |
| ------------ | ------------ | ------------ |
| 2004年       | 161          |              |
| 2005年       | 181          |              |
| 2006年       | 175          |              |
| 2007年       | 176          |              |
| 2008年       | 169          |              |
| 2009年       | 162          |              |
| 2010年       | 157          |              |
| 2011年       | 162          |              |

## 相鄰車站
富山地方鐵道
■上瀧線
大庄（T68）－上瀧（T69）－大川寺（T70）

## 外部連結
- 富山地方鐵道上瀧站公式網頁。（页面存档备份，存于）（日語）